# Języki biu-mandara A
Języki biu-mandara A – w klasyfikacji Paula Newmana z 1990 roku jest to podgałąź gałęzi biu-mandara rodziny języków czadyjskich. Zalicza się do niej około 65 języków, używanych w Nigerii, Czadzie i Kamerunie. 
Paul Newman podzielił języki biu-mandara „A” na następujące grupy językowe:
- Grupa tera – podzielić ją można na dwie podgrupy:

1. języki: tera, dżara
2. języki: ga'anda, hona

- Grupa bura – podzielić ją można na dwie podgrupy:

1. języki: bura, czibak, putaj
2. języki: kilba, margi

- Grupa higi – należą tu języki higi, bana, hja
- Grupa mandara – podzielić ją można na dwie podgrupy:

1. języki: mandara, dghwede, glavda, guduf, gvoko, podoko
2. języki: lamang, mabas

- Grupa matakam – podzielić ją można na trzy podgrupy:

1. języki: matakam, czuvok, mefele, balda, gisiga, mofu-gudur, północny mofu, dugwor, merej, zulgo, mada, moloko, mujang, uldeme
2. język muktile
3. języki: mboku, ndreme

- Grupa sukur z językiem sukur
- Grupa daba – należą tu języki daba, buwal, gawar, hina
- Grupa bata – podzielić ją można na dwie podgrupy:

1. języki: bata, guda, holma, nzangi
2. języki: gudu, ngwaba